# Pio Marmaï

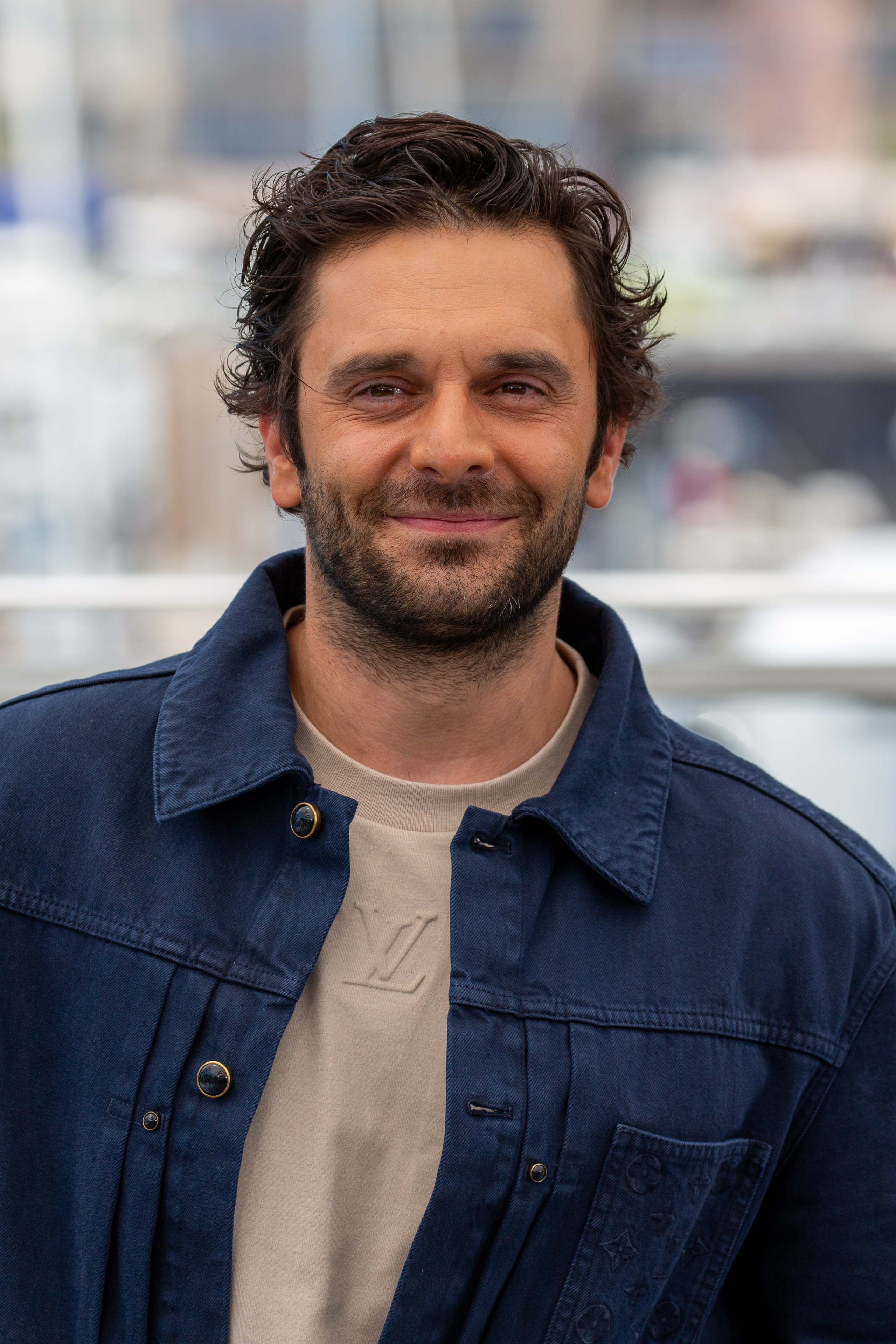
Pio Marmaï (2025)

Pio Marmaï (* 13. Juli 1984 in Straßburg, Bas-Rhin, Frankreich) ist ein französischer Schauspieler.

## Leben
Pio Marmaï ist der Sohn eines italienischen Designers und einer französischen Kostümbildnerin, die an der Straßburger Oper arbeitet. Er studierte Schauspiel am Conservatoire de Créteil und der Comédie de Saint-Étienne. Anschließend spielte er Theater, bevor er in dem 2008 erschienenen und von Rémi Bezançon inszenierten Filmdrama C’est la vie – So sind wir, so ist das Leben an der Seite von Jacques Gamblin, Déborah François und Cécile Cassel auf der Leinwand debütierte. Für die Darstellung des Albert Duval war er 2009 bei der Verleihung des französischen Filmpreis César als Bester Nachwuchsdarsteller nominiert. Eine weitere Nominierung in der gleichen Kategorie erhielt er für seine Darstellung des Ben in dem von Isabelle Czajka inszenierten Drama D’amour et d’eau fraîche. Für Lieber Antoine als gar keinen Ärger, in der er die Rolle eines unschuldig Inhaftierten übernahm, wurde Marmaï 2019 schließlich für einen César in der Kategorie Bester Hauptdarsteller nominiert.

## Filmografie (Auswahl)
- 2008: Didine
- 2008: C’est la vie – So sind wir, so ist das Leben (Le premier jour du reste de ta vie)
- 2010: D’amour et d’eau fraîche
- 2010: In deinem Bann gefangen (Contre toi)
- 2011: Ein freudiges Ereignis (Un heureux événement)
- 2011: Nathalie küsst (La délicatesse)
- 2012: Die schlafende Stadt (Je suis une ville endormie) (TV-Film)
- 2013: Grand départ
- 2014: Sehnsucht nach Paris (La ritournelle)
- 2014: Der Hof zur Welt (Dans la cour)
- 2014: Des lendemains qui chantent
- 2017: Der Wein und der Wind (Ce qui nous lie)
- 2017: Santa & Co. – Wer rettet Weihnachten? (Santa & Cie)
- 2018: Lieber Antoine als gar keinen Ärger (En liberté!)
- 2019: Mais vous êtes fous
- 2019: Je promets d’être sage
- 2020: Felicità
- 2020: Der Nachtarzt (Médecin de nuit)
- 2021: In Therapie (En thérapie, TV-Serie, 7 Folgen)
- 2021: In den besten Händen (La fracture)
- 2021: Wie ich ein Superheld wurde (Comment je suis devenu super-héros)
- 2021: Das Ereignis (L’événement)
- 2021: Enthüllung einer Staatsaffäre (Enquête sur un scandale d’État)
- 2022: Das Leben ein Tanz (En corps)
- 2023: Die drei Musketiere – D’Artagnan (Les Trois Mousquetaires: D’Artagnan)
- 2023: Die drei Musketiere – Milady (Les trois mousquetaires: Milady)
- 2023: Yannick
- 2023: A Difficult Year (Une année difficile)
- 2023: Daaaaaali!
- 2024: Was uns verbindet (L'attachement)
- 2025: Le Roi Soleil

## Auszeichnung (Auswahl)
- 2009: Nominierung für den César in der Kategorie Bester Nachwuchsdarsteller für C’est la vie – So sind wir, so ist das Leben
- 2011: Nominierung für den César in der Kategorie Bester Nachwuchsdarsteller für D’amour et d’eau fraîche
- 2019: Nominierung für den César in der Kategorie Bester Hauptdarsteller für Lieber Antoine als gar keinen Ärger
- 2019: Nominierung für den Globe de Cristal in der Kategorie Bester Darsteller – Komödie für Lieber Antoine als gar keinen Ärger